# أرون هيستر
أرون هيستر (بالإنجليزية: Aaron Hester)‏ هو لاعب كرة قدم أمريكية أمريكي، ولد في 1 مارس 1990 في لوس أنجلوس في الولايات المتحدة.

## وصلات خارجية
- أرون هيستر على موقع مرجع كرة القدم المحترفة.كوم (الإنجليزية)
- أرون هيستر على موقع كلية كرة القدم في سبورتس رفرنس.كوم (الإنجليزية)